# Communauté d'universités et établissements
En France, les communautés d’universités et établissements  (abrégé en COMUE, ComUE ou Comue) sont des établissements publics à caractère scientifique, culturel et professionnel (EPSCP). Une communauté d'universités et établissements permet de regrouper des établissements d’enseignement supérieur et de recherche. Ce statut a été créé par la loi du 22 juillet 2013 relative à l'enseignement supérieur et à la recherche, pour succéder aux pôles de recherche et d'enseignement supérieur (PRES) qui avaient le statut d’établissements publics de coopération scientifique et non d’établissements publics à caractère scientifique, culturel et professionnel.

## Fonctionnement
L’objet des communautés d’universités et établissements est de coordonner les offres de formation et les stratégies de recherche et de transfert des établissements publics d’enseignement supérieur sur un territoire donné. En tant qu’établissement à part entière, elles peuvent par exemple délivrer des diplômes et disposer d'une dotation budgétaire propre, ce que les PRES ne pouvaient pas[réf. nécessaire].
La dénomination et les statuts d’une communauté d’universités et établissements sont adoptés par chacun des établissements et organismes ayant décidé d’y participer. La création de l’établissement est approuvée par décret.
La politique de l’établissement est déterminée par son conseil d’administration, qui élit son président et un vice-président chargé des questions et ressources numériques.
Une fois adoptés, ces statuts sont modifiés par délibération du conseil d'administration de la communauté d'universités et établissements, après un avis favorable du conseil des membres rendu à la majorité des deux tiers. Ces modifications sont approuvées par décret.
Comme dans une université, un conseil académique représente les enseignants-chercheurs, le personnel et les usagers de la communauté, ou des établissements membres. De plus le conseil des membres réunit un représentant de chacun des membres de la communauté d’universités et établissements.

## Mise en pratique
En 2013, 30 regroupements sont initialement envisagés par la ministre Geneviève Fioraso et les équipes ministérielles. Un an plus tard, 26 regroupements se sont constitués, 19 ayant opté pour ce statut de communauté d'universités et d'établissements, les 7 autres préférant la formule moins contraignante de l'association,.

## Effet de ce statut
En 2017, le ministère de l’Enseignement supérieur se donne dix ans pour tirer le bilan des rapprochements rendus possibles par ce statut. Mais dès 2018, ils semblent commencer à produire des effets positifs dans la réputation internationale de certaines formations françaises concernées, notamment pour la communauté d’universités et établissements Paris-Sciences-et-Lettres (PSL). Cette ComUE regroupe 25 organismes de l’enseignement supérieur hexagonal, incluant l’École normale supérieure (ENS) Ulm, l’École nationale supérieure des mines de Paris, l’université Paris-Dauphine, l’École pratique des hautes études, l’École des hautes études en sciences sociales (EHESS), l'École nationale supérieure des beaux-arts, la Fémis, etc. En 2018, la communauté d’universités et établissements PSL reste toutefois mal classée au classement de Shanghai, et une intégration plus importante est souhaitée pour atteindre cet objectif. 
En 2019, les communautés d’universités et d’établissements PSL et l'université Paris-Saclay perdent le statut de ComUE et deviennent établissements publics expérimentaux (EPE). En 2020, l'université PSL, bénéficiant de ce nouveau statut, intègre alors le classement de Shanghai à la 36e place mondiale.